# Православие в Иране
Правосла́вие в Ира́не (перс. کلیسای ارتدوکس شرقی در ایران‎) — является одной из христианских конфессий страны. Восточные христиане в Иране принадлежат к Древневосточным православным церквам и к Халкидонскому православию. В Иране Халкидонское православие представлено Антиохийской православной церковью и Русской православной церковью. Древневосточные церкви представлены Ассирийской церковью Востока и Армянской апостольской церковью.

## История
После октябрьской революции 1917 года посольские храмы были закрыты, а затем разрушены. Многочисленная русская колония в Тегеране устроила православный храм Святителя Николая в арендованном доме на ул. Аромане. В 1949 году, с помощью русской православной общины в Тегеране, был приобретен земельный участок с домом, внутри которого была оборудована домовая русская церковь. Богослужения продолжают совершать приезжающие из Тегерана священники. После отъезда из Ирана последнего священника Зарубежной Церкви в 1978 году богослужения прекращаются.

## Численность
На территории Ирана восточное христианство исповедуют представители национальных меньшинств: часть армян, грузины, ассирийцы. Территория страны входит в Тегеранскую, Антропатенскую и Исфаханскую епархии ААЦ. Также на территории страны находится епархия Ирана Ассирийской церкви Востока.
Данные о количестве православного населения Ирана не точные и разнятся.
- Армянская апостольская церковь в Иране имеет от 110 000[4] до 250 000 последователей[5].
- Ассирийская церковь Востока в Иране имеет до 11 000 последователей[3].
- Численность православных грузин в Иране составляет около 50 тысячи человек[7].

Общее число христиан всех конфессий в Иране на 2006 год составляло 109 415 человек (0,15 % от населения страны).

### РПЦв Иране
Идея о создании в Персии храма Русской Православной Церкви принадлежит Петру Великому. Впервые она была высказана в послании русского императора к персидскому шаху Солтану Хусейну.
По данным игумена Александра, до начала Первой мировой войны общее количество русских православных храмов в Персии было более 50. В настоящее время в Иране действуют три храма — Свято-Николаевский собор в Тегеране, построенный в 1945 году на деньги русских эмигрантов, новая Свято-Николаевская церковь в портовом городе Энзели, освященная в 2008 году. На русском православном кладбище в Тегеране стоит построенная в 1908 году Свято-Троицкая церковь, единственный из дореволюционных православных храмов, сохранившихся до настоящего времени. Но богослужения здесь совершаются крайне редко. В городе Бушере — в поселке российских специалистов, строящих АЭС, — действует часовня Казанской иконы Божией Матери, расположенная не в храмовом здании.
Тегеранская русско-православная община не превышает 100 человек. Она состоит из потомков русских эмигрантов, командированных в Иран работников российского посольства и российских бизнесменов. Церковь посещают приезжающие в Тегеран украинцы, белорусы, сербы, греки, болгары, грузины. Также сюда приходят и русские жены иранцев, хотя официально все они приняли ислам — этого требует закон страны.
История диалога Московского Патриархата с шиитским духовенством берёт начало в 1995 году, когда Иран впервые посетил митрополит Смоленский и Калининградский, ныне — Патриарх Московский и всея Руси Кирилл. Его визит был связан с переходом Свято-Николаевского собора в Тегеране, находившегося с момента основания в 1945 году в ведении Русской Зарубежной Церкви, а затем перешедший под юрисдикцию Московского Патриархата
В конце 2010 года вниманию иранских властей был предложен документ, посвященный взаимоотношениям Церкви и общества, переведенный на фарси, — «Основы социальной концепции Русской Православной Церкви». На его презентации, проходившей на кафедре россиеведения Тегеранского университета, все иранские представители отметили сходство подходов РПЦ и исламских лидеров Ирана ко многим вопросам современности.
По словам заместителя председателя Отдела внешних церковных связей Московского Патриархата епископа Егорьевского Марка, власти в Иране с уважением относятся к представителям Московского Патриархата, никак не ограничивают перемещения священника храма в Тегеране. При православном храме в Тегеране существует дом престарелых, о которых заботятся прихожане. Как отметил епископ, беспрепятственно совершаются также богослужения в Бушере и Исфахане, где служат священник РПЦ из Тегерана.